# 祖哈巴特尔
祖哈巴特尔（1868年—1929年），本名扎乌哈·萨比提（Зауха Сәбитұлы），20世纪上半叶的哈萨克族民族主义运动领袖。

## 生平
约于1866年出生。属阿巴克克烈部落。他的祖父努尔穆罕默德在布哈拉和乌法接受教育，是伊斯兰教的专家。其父亲萨比提（生于1823年）在喀山接受教育，懂得多种东方语言。萨比提毛拉与其他和卓一起来到阿尔泰地区，在哈萨克族中发展和传播伊斯兰教，同时也致力于启蒙运动。1906年，祖哈巴特尔经伊斯坦布尔前往麦加和麦地那朝觐。后致力于反沙皇专政、反金树仁的民族主义运动，1929年被金树仁的部队杀害。

## 纪念
- 中国哈萨克族作家巴特尔汗·胡斯别根著有长篇小说《祖哈巴特尔》[4]；
- 中国哈萨克族作家哈吉乌玛尔·夏布旦2005年出版的小说《庇护所》。
- 2016年6月16日，在哈萨克斯坦共和国武装力量军事历史博物馆举办了哈萨克斯坦独立25周年暨祖哈·巴特尔·萨比提诞辰150周年展览。